# フォーリング・ダウン
『フォーリング・ダウン』（原題: Falling Down）は、1993年のアメリカ合衆国のサイコスリラー映画。監督はジョエル・シュマッカー、出演はマイケル・ダグラスとロバート・デュヴァルなど。
平凡な中年男性が、些細なきっかけと偶然の積み重ねの不幸からストレスを爆発させ暴走する様を描く。

## ストーリー
1991年6月12日のロサンゼルス。真夏の太陽にさらされた朝のハイウェイで、道路工事による大渋滞が発生した。これに巻き込まれた中年の「男」は、エアコンや車窓の故障に苛立ち、遂に車を乗り捨てると「家に帰る」と立ち去った。後続の運転手に協力して、「男」の車を車道から押し出すプレンダガスト。彼は今日で早期退職する刑事だった。
離婚した妻子の家に電話をかけるが、何も言えずに切る「男」。雑貨店で電話用の小銭の両替を頼むが、品物を買って釣りを受け取れと要求される。しかし、コーラ一本買っても釣りは電話代に足りない。「ぼったくりだ」と苛立ち、店主の護身用のバットを奪って店内を破壊した「男」は、バットを持って立ち去った。
空き地で休憩中に、チンピラに通行料を請求され、バットで追い散らす「男」。「家に帰るんだ！」と叫んだ「男」は、バットの代わりにチンピラのナイフを持ち去った。
元妻のベスは何度も無言電話をかけられ、別れた夫だと気づく。「男」は娘のアデルの誕生日だからプレゼントを持って家に行くと宣言する。そこへ、チンピラが仲間と車で現れ、「男」に向けて銃を乱射した。何人もの通行人が撃たれたが「男」は無傷だった。チンピラたちは衝突事故で死亡した。「男」は生き残りのチンピラの足を平然と撃ち、武器の詰まったバッグを持ち去る。
襲われた雑貨店の店主の訴えを受け付けたプレンダガストは「男」がバットを持ち去ったと知り、更に銃乱射の生き残りから、バットで殴られた仕返しだったと聞く。
ファストフード店で朝食ランチを注文した「男」だが、時間を過ぎたと断られ銃を撃つ。出されたバーガーが見本の写真より薄いと苛立つが、ここは金を払って立ち去った。続けて公衆電話から元妻のベスに電話をかけたが繋がらず、待っている男に文句を言われて銃で電話を破壊する。
プレンダガストはあちこちで銃を撃っている白シャツにネクタイの「男」が同一人物だと気づく。同僚の女刑事サンドラに付近の聞き込みを依頼したが、「男」は軍の払い下げ店の店主に匿われていた。異常な武器マニアで「男」に同類だと親近感を抱く店主だが、「男」に否定されると店主は「男」を拘束しようとした。しかし、「男」はチンピラのナイフで反撃し、店主を射殺した。「男」は店主のコレクションだったバズーカ砲を奪い、渋滞を起こす工事現場を砲撃する。
白シャツにネクタイの「男」が武器を手に西に向かっていると上司に報告する。だが、上司は聞く耳を持たない。プレンダガストが事務職の内勤に移り更に早期退職するのは情緒不安定な愛する妻のためなのだが、署内では臆病ゆえと思われているのだ。プレンダガストは仕方なく自分で捜査を開始し、今朝、道路から押し出した車を思い出して所有者を調べる。
プレンダガストは「男」の住所を調べ、同居の母親に質問する。母親は離婚した元妻と孫の住所を知らず、毎日出勤する「男」が1ヶ月も前に会社から解雇されていたことも知らなかった。元妻のベスは娘の誕生日パーティーのために家を動けず、警察に警護を頼んだが、男が歩いていることを知らない警察は、まだ現れないのは虚言の脅しと判断して動かなかった。しかし、「男」が近所から電話して来たために、娘を連れて家から逃げ出すベス。
ベスの住所を調べたプレンダガストは同僚のサンドラと共に退職パーティーをほったらかして急ぐ。ベスの家にいた「男」はサンドラを撃って逃げ出し、屋外でベスと娘を見つけた。そこへプレンダガストが駆けつけて「男」を油断させ、ベスと娘を逃がす。観念した「男」は銃があるふりをしてプレンダガストに射殺された。

## 登場人物
ウィリアム・"D=フェンス"・フォスター
演 - マイケル・ダグラス
サラリーマン。軍事産業に従事していたが解雇される。これによりストレスで心を病んで、暴走するようになる。妻とも離婚してしまう。現在は母親との二人暮らし。
プレンダガスト
演 - ロバート・デュヴァル
巡査部長。刑事としては有能。真面目で誠実な人柄。しかし、これにより面白みがないとも思われ浮いている。定年前に退職届を出して妻とアリゾナへ移住する予定。
ベス
演 - バーバラ・ハーシー
フォスターの元妻。ベスは通称で本名はエリザベス。現在は娘と二人で暮らしている。ウィリアムのことを恐れている。
サンドラ
演 - レイチェル・ティコティン
刑事。ブレンダガストの同僚。ブレンダガストを慕っており、周囲から浮いている彼の理解者でもある。
アマンダ
演 - チューズデイ・ウェルド
プレンダガストの妻。娘を突然死で亡くした過去を持つ。このこともあってか情緒不安定。更年期障害の症状も相絡まってヒステリーになっている。
ニック
演 - フレデリック・フォレスト
払い下げ軍用品店店主。
フォスターの母
演 - ロイス・スミス
息子と一緒に暮らしている。
アデル
演 - ジョーイ・ホープ・シンガー
フォスターとベスの娘。
リー
演 - マイケル・ポール・チャン
韓国人雑貨店店主。
ヤードリー
演 - レイモンド・J・バリー
署長。
ライデッカー
演 - D・W・モフェット
刑事。
アンジー
演 - カリーナ・アロヤヴ
チンピラの仲間。

## キャスト
| 役名                                 | 俳優                       | 日本語吹替                                                                            | 日本語吹替 |
| 役名                                 | 俳優                       | ソフト版                                                                              | テレビ朝日版 |
| ------------------------------------ | -------------------------- | ------------------------------------------------------------------------------------- | --- |
| ウィリアム・"D=フェンス"・フォスター | マイケル・ダグラス         | 樋浦勉                                                                                | 小川真司 |
| プレンダガスト                       | ロバート・デュヴァル       | 池田勝                                                                                | 坂口芳貞 |
| ベス                                 | バーバラ・ハーシー         | 高島雅羅                                                                              | 塩田朋子 |
| サンドラ                             | レイチェル・ティコティン   | 佐々木優子                                                                            | 小林優子 |
| アマンダ                             | チューズデイ・ウェルド     | 有馬瑞香                                                                              | 小宮和枝 |
| ニック                               | フレデリック・フォレスト   | 小室正幸                                                                              | 麦人 |
| フォスターの母                       | ロイス・スミス             | 久保田民絵                                                                            | 登場シーンカット |
| アデル                               | ジョーイ・ホープ・シンガー | 折笠愛                                                                                | 川田妙子 |
| リー                                 | マイケル・ポール・チャン   | 水野龍司                                                                              | 稲葉実 |
| ヤードリー署長                       | レイモンド・J・バリー      | 伊井篤史                                                                              | 山野史人 |
| ライデッカー刑事                     | D・W・モフェット           | 神谷和夫                                                                              | 中多和宏 |
| アンジー                             | カリーナ・アロヤヴ         | 亀井芳子                                                                              | 渕崎ゆり子 |
| ハンバーガー屋の客                   | キャロル・アンドロスキー   | 台詞なし                                                                              | 台詞なし |
| その他                               |                            | 高宮俊介 坂東尚樹 長島雄一 成田剣 磯辺万沙子 仲野裕 小野健一 叶木翔子 真地勇志 中博史 | 仲野裕 田原アルノ 後藤敦 辻親八 神谷和夫 荒川太郎 渡辺美佐 古田信幸 金野恵子 長島雄一 星野充昭 喜田あゆみ 亀井芳子 成田剣 松本大 |
|                                      |                            |                                                                                       | |
| 演出                                 |                            | 蕨南勝之                                                                              | 伊達康将 |
| 翻訳                                 | 岡田壯平（字幕）           | 伊原奈津子                                                                            | 武満真樹 |
| 録音・調整                           |                            | 金谷和美 新井保雄                                                                     | 山下康将 |
| 音響制作                             |                            | 相原正之 中西真澄                                                                     | |
| 効果                                 |                            |                                                                                       | リレーション |
| プロデューサー                       |                            | 小川政弘 貴島久祐子                                                                   | |
| 制作                                 |                            | ワーナー・ホーム・ビデオ プロセンスタジオ                                             | 東北新社 |
| 初回放送                             |                            |                                                                                       | 1997年1月26日 『日曜洋画劇場』 （21:02-22:54） （本編約93分）                                                                    |

## 評価
Rotten Tomatoesによれば、56件の評論のうち、高評価は75%にあたる42件、平均点は10点満点中6.8点、批評家の一致した見解は「『フォーリング・ダウン』は、複雑なテーマをポップコーンを食べながら観るのにちょうどよい形で表現しており、不安をかき立てるが、一人の男が怒りに駆られて現実と決別するさまを描いた暗い娯楽映画としては結果的にふさわしい。」となっている。
Metacriticによれば、21件の評論のうち、高評価は11件、賛否混在は6件、低評価は4件で、平均点は100点満点中56点となっている。